# القرية اللطيفة (رواية)
القرية اللطيفة (بالفرنسية: Le Village aérien)‏، (بالإنجليزية: The Village in the Treetops)‏ هي رواية من تأليف الروائي جول فيرن صدرت عام 1901. وهي جزء من سلسلة «رحلات غير عادية».